# ابواحمد شاعر
ابواحمد، حسن بن محمّد عراقی شهرت‌یافته به ابواحمدِ شاعر (؟ - ۱۴۰۰) ادیب و شاعر عراقی بود که ساکن حلب شد. او را ناپویا در زندگی اجتماعی یادکرده‌اند با اینکه گواهی قضاوت و اخلاق نیکو داشته است. در کتابخانه‌ای در باب‌النیرب (روستایی نزدیکی دمشق) زندگی می‌کرد. او به شعر و ادبیات روی آورد و هفت بدیعیات (شعر در مدح پیامبر اسلام) سرود. همچنین کتاب «الدر النفیس من أجناس التجنیس» را نگاشت که هفت قصیده در مدح هم‌روزگاران اوست.